# Домовіна (організація)

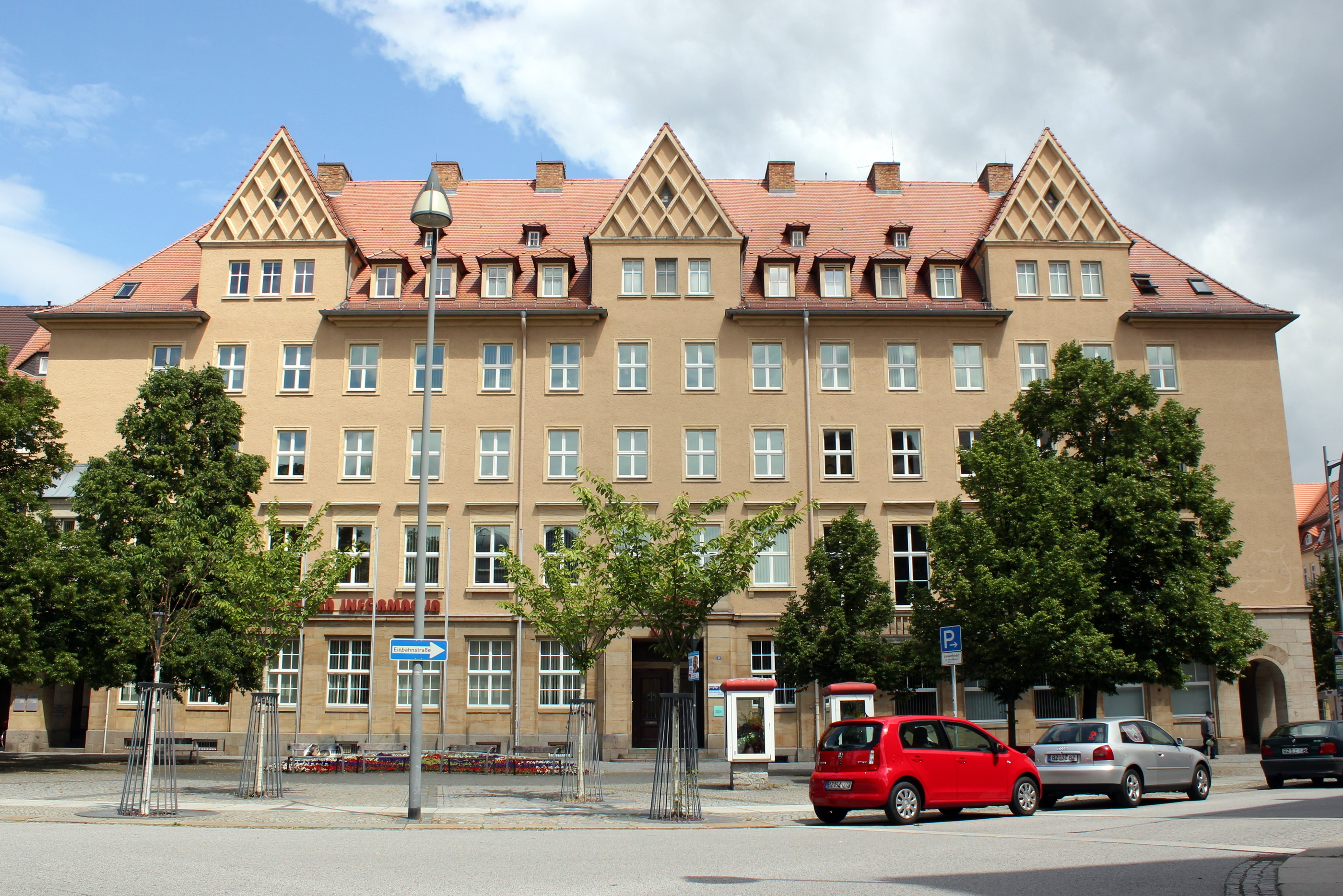
«Сербський будинок» в Бауцені, в якому розміщується штаб-квартира організації

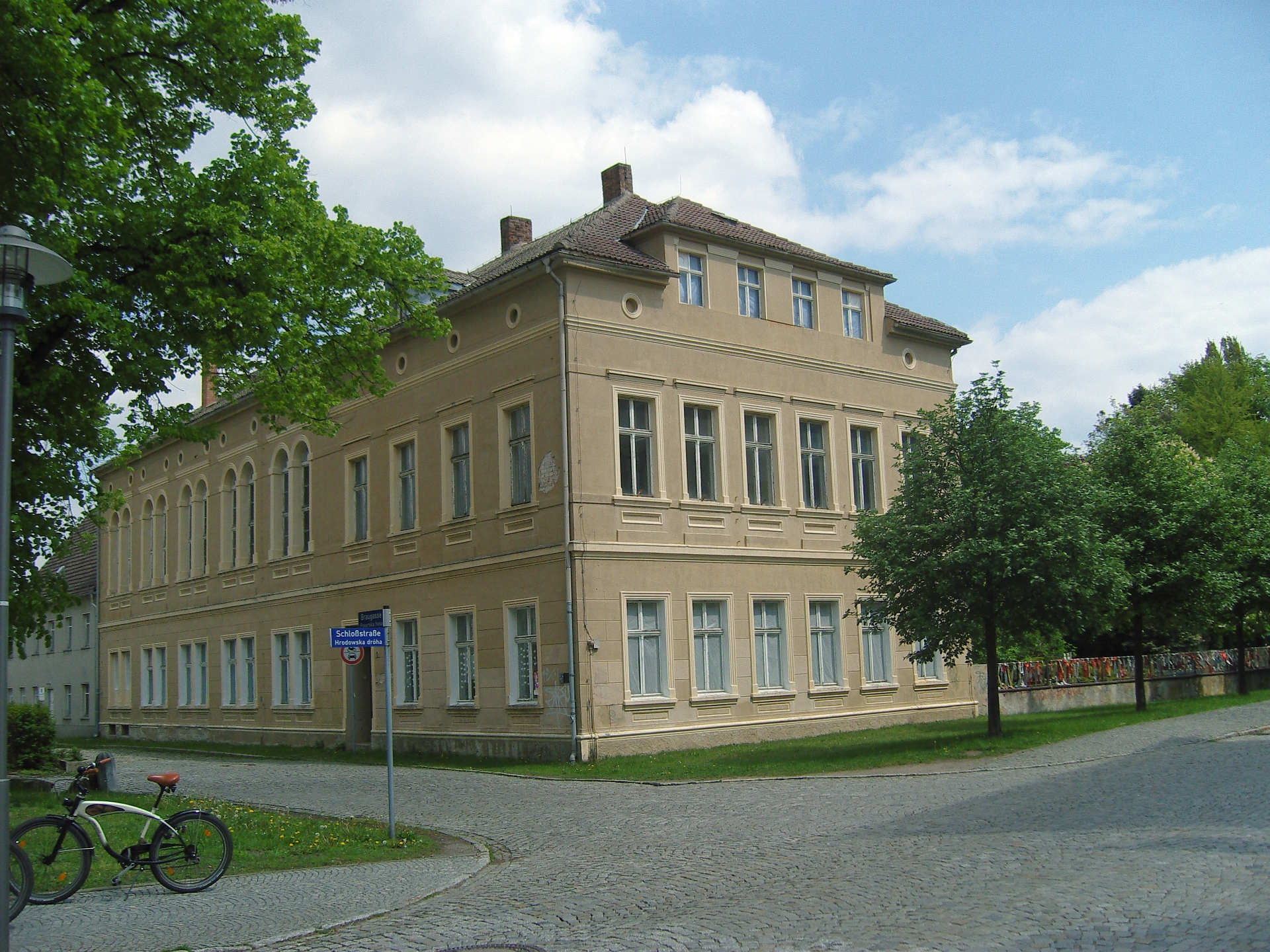
Будівля в Гоєрсверді, в якому з 1912 року розміщувалося представництво «Домовіна»

Домові́на, інший варіант наголосу — До́мовіна (в.-луж. Domowina, Zwjazk Łužiskich Serbow, н.-луж. Domowina, Zwězk Łužyskich Serbow, букв. — «вітчизна»; «союз/ліга лужицьких сербів») — національна організація лужичан.
Утворена 1912 року в місті Гоєрсверда (Німеччина), об'єднавши понад 30 лужицьких товариств. У 1937 році заборонена і закрита. У 1945 році відновила свою діяльність. Розташовується в місті Бауцен. Видавництво Домовіни випускає літературу лужицькими мовами.

## Історія
Домовіна була заснована 13 жовтня 1912 року в місті Гоєрсверда лужицькими громадськими та культурними діячами Арноштом Бартом, Юрієм Слоденьком, Гандрєм Кроною, Богумілом Швелею, Яном Дворником, Юрієм Деленьком, Августом Лапштіхом, Францом Кралем і Міхалом Навкою.
Домовіна об'єднала понад 30 лужицьких організацій. Основними завданнями були захист національно-культурних, соціальних і економічних інтересів лужичан різних станів. Після приходу до влади нацистської влади почався тиск на діяльність організації. З початку 1937 року нацистська влада висунула ультиматум керівникам Домовіни прийняти новий статут з новою назвою організації як «Союз розмовляючих по-вендськи німців». У разі прийняття нового статуту організації влада обіцяла зберегти організацію і серболужицьку пресу. Павло Недо відхилив цей ультиматум, після чого 18 березня 1937 року Домовіна була фактично скасована.
10 травня 1945 року відновила свою діяльність в місті Кроствіц. За часів Східної Німеччини входила в  Національний фронт НДР і контролювалася СЄПН.

## Сьогодення
Нині штаб-квартира розташована в Бауцені. Включає в себе 15 організацій, в тому числі Союз лужицьких художників, Союз сорбських студентів, Сорбський шкільний союз, Серболужицький Сокіл. Активно діє видавництво, що випускає книги лужицькими мовами.
Входить у Федералістський союз європейських національних меншин, у Товариство народів, що перебувають під загрозою зникнення і в Європейське бюро мовних меншин.

## Голови
- Барт Арношт (1912—1927);
- Шевчик Якуб (1927—1930);
- Кшіжан Ян (1930—1933);
- Недо Павол (1933—1950);
- Креньц Курт (1951—1973);
  - секретар Юрій Грос (1973—1990). У 1973 році посаду голови було скасовано;
- Циж Бярнат (1990—1991);
- Нагель Ян Павол (1991—1992);
- Якуб Бранкачк (1993—2000);
- Нук Ян (2000—2011);
- Статнік Давид (з 2011 року дотепер).